# Camera Work
Camera Work est une revue américaine trimestrielle de photographie, éditée de 1903 à 1917, par Alfred Stieglitz et les « photo-secessionnistes ».
Elle était réputée pour la qualité exceptionnelle de ses reproductions et sa promotion de la photographie comme étant « un art à part entière ».

## Histoire de la revue
En 1893, Alfred Stieglitz était l'éditeur de American Amateur Photographer (cs) mais son style autoritaire avait éloigné beaucoup d'abonnés. Poussé à la démission, en 1896, Stieglitz revient au New York Camera Club et transforme son journal en un périodique d'art sérieux appelé Camera Notes (en). Il annonça que chaque image publiée serait une œuvre et non une simple photographie.
En 1902, Stieglitz forma un groupe coopté qu'il baptisa « Photo-Secession », pour obliger le monde de l'art à reconnaître la photographie « comme un moyen distinct d'expression individuelle ». Parmi ses membres on comptait Edward Steichen, Gertrude Käsebier, Clarence Hudson White et Alvin Langdon Coburn. Photo-Secession monta ses propres expositions et devint éditeur de Camera Work.
Dans son premier numéro, Stieglitz proclama que : 

« Only examples of such work as gives evidence of individuality and artistic worth, regardless of school, or contains some exceptional feature of technical merit, or such as exemplifies some treatment worthy of consideration, will find recognition in these pages. »

Camera Work a présenté des travaux à l'avant-garde de photographes américains et européens et était connue pour la très grande qualité de ses reproductions. Les images imprimées étaient photogravées à la main à partir des négatifs originaux. Steichen élève les héliogravures sur papier Japon au rang de tirages originaux, avec leurs contours veloutés et leurs noirs profonds.
En plus de la photographie, Camera Work a aussi reproduit des travaux d'art moderne comme ceux de Rodin et de Matisse avant qu'ils ne soient connus. En raison de difficultés financières récurrentes et du coût élevé des reproductions, Camera Work cessa de paraître en 1917 : les travaux de Paul Strand paraissent dans le no 49-50, l'ultime livraison. Camera Work a été un forum pour redéfinir les objectifs artistiques de la photographie.
En 2007, la valeur d'une collection de Camera Work a été évaluée, à Philadelphie, en 2007, entre 60 000 et 90 000 dollars.